# 小田急バス武蔵境営業所

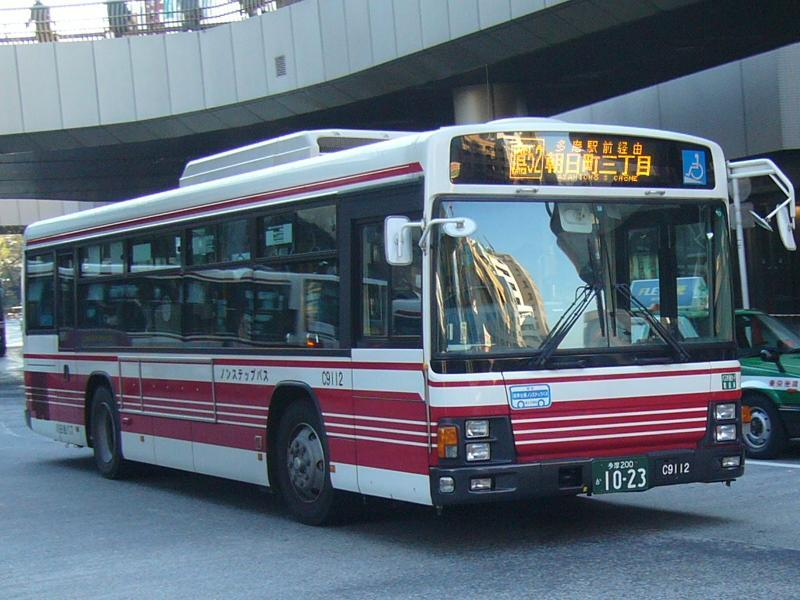
武蔵境営業所の大型路線バス (05-C9112)

小田急バス武蔵境営業所（おだきゅうバスむさしさかいえいぎょうしょ）は、東京都武蔵野市境南町にある小田急バスの営業所。武蔵野市、三鷹市全域、調布市を中心とする地域の路線を担当する。営業所の略号は「C」。
小田急バス設立後の1959年（昭和34年）、吉祥寺営業所から分離して開設された。主に吉祥寺駅発着路線が吉祥寺営業所、武蔵境駅・三鷹駅発着路線が武蔵境営業所と、所轄エリアを分担している。
小田急バスで初めてコミュニティバスを運行受託した営業所でもある。1998年に三鷹市「みたかシティバス」の運行受託を開始、新川・中原ルートを除き当営業所が運行受託している。2000年には武蔵野市「ムーバス」に参入し、武蔵境駅発着路線を運行受託している。

## 沿革
- 1959年（昭和34年）3月 - 吉祥寺以西の営業基盤を確立するため、吉祥寺営業所から分離して当営業所が開設。開設当時は武蔵境駅至近の現・小田急バス武蔵境ビル（境南町2-8）の位置に所在していた。
- 1998年（平成10年）11月3日 - みたかシティバスで最初の北野ルート開業。小田急バス初の受託コミュニティバスとして、廃止路線の境94系統を引き継ぐ形で運行開始。以降、全路線で運行受託する。
- 2008年（平成20年）5月1日 - 交通系ICカードPASMO・Suicaへの対応開始。
- 2024年（令和6年）12月16日 - ダイヤ改正により京王バスとの共同運行路線の再編を実施[1]。当営業所では、鷹66系統と境96系統、及びみたかシティバス新川・中原ルートから撤退し全便が京王バスでの運行となる。

## 所在地
- 東京都武蔵野市境南町5-1-18（最寄停留所：武蔵境営業所前）

営業所には車庫が併設されているが、別途、第二車庫（新小金井車庫）が営業所から連雀通りを西に行った新小金井駅付近（小金井市東町五丁目）に設置されている。

## 現行路線

### 境・境南線
- 吉01：吉祥寺駅 - 新川 - 新川通り - 三鷹市役所 - 野崎 - 大沢 - 武蔵境駅南口
- 吉01：吉祥寺駅 - 新川 - 新川通り - 三鷹市役所 - 野崎 - 大沢 - 井口新田
- 吉01：吉祥寺駅 - 新川 - 新川通り - 三鷹市役所 - 野崎 - 大沢（夜間のみ、吉祥寺営業所と共管）
- 吉01：武蔵境駅南口 → 大沢 → 野崎
- 吉01：野崎二丁目 → 大沢 → 武蔵境駅南口
- 吉07：吉祥寺駅 - 新川 - 新川通り - 三鷹市役所 - 大成高校前 - 八幡前 - 三鷹駅（平日夜間のみ運行。深夜バスあり）

吉祥寺駅と武蔵境駅の間を最も遠回りで結ぶが、これは三鷹市深大寺・大沢と市役所を結ぶことを建前としたためである。境93や狛江営業所の境91とともにSUBARU東京事業所への通勤輸送も担う。
吉01系統のほとんどは武蔵境営業所管轄だが、夜間の大沢止まりの便の一部は吉祥寺営業所も担当する。日曜、祝日も深夜バスが運行されている。
2024年12月16日のダイヤ改正で吉07が新設され、吉01と鷹54の補完を担うこととなり三鷹駅から新川地区の夜間のアクセス向上につなげている。
2025年5月16日のダイヤ改正で土休日日中の吉01が減便され、その救済目的を兼ねて吉07が同時間帯に設定された。
- 境92：武蔵境駅南口 → 井口日赤入口 → 野崎八幡 → 山中 → 武蔵境駅南口（境南循環）
- 境92：吉野南 → 日本製鋼住宅前 → 井口・日赤入口 → 武蔵境駅南口

境92は武蔵境駅から真っ直ぐ伸びるかえで通りを経由して野崎へ向かう（境南循環）系統で、三鷹市井口・野崎地区から武蔵野赤十字病院・日赤看護大学武蔵野キャンパス（旧・日赤武蔵野短大）への病院輸送がメイン。日中に限って野崎から先、武蔵境駅に戻らずに吉祥寺駅へ向かう系統があったが2020年（令和2年）11月15日限りで廃止となり、代わりに朝と夕方以降のみの運行だった境南循環を日中も運行するようになった。吉01とは経由地が異なり、吉祥寺駅の降車場所も駅前（公園口）と中央口と異なっていた。2021年2月10日から吉野南発の武蔵境駅南口行（循環系統とは逆方向に運行）が新設された。
- 境93：武蔵境駅南口 - 井口日赤入口 - 西野 - 国際基督教大学

境93は武蔵境駅と国際基督教大学を結ぶ系統で、こちらもかえで通りを経由。ICU・ICUHSの他東京神学大学、ルーテル学院大学、日本ルーテル神学校への通学輸送も担う。終日15分ないし20分間隔で運転され小田急バス全社でも有数のドル箱路線となっている。

### 多磨・連雀線
- 鷹52A：三鷹駅 - 八幡前 - 大成高校 - 野崎 - 大沢 - 竜源寺 - 多磨駅 - 朝日町 - 榊原記念病院
- 鷹52B：三鷹駅 - 八幡前 - 大成高校 - 野崎 - 大沢 - 竜源寺 - 多磨駅 - 朝日町 - 朝日町三丁目
- 鷹52C：三鷹駅 - 八幡前 - 大成高校 - 野崎 - 大沢 - 竜源寺 - 多磨駅 - 朝日町 - 車返団地
- 鷹52：三鷹駅 - 八幡前 - 大成高校 - 野崎 - 大沢 - 竜源寺 - 多磨駅
- 鷹52：三鷹駅 - 八幡前 - 大成高校 - 野崎 - 大沢
- 鷹52：三鷹駅→八幡前→大成高校→野崎→大沢→大沢十字路
- 鷹52：野崎→大成高校→八幡前→三鷹駅

鷹52系統は、以前は大多数が朝日町止まりで、朝日町停留所付近の折返場 で折り返していた。2016年10月17日のダイヤ改正で、朝日町行きは榊原記念病院まで延伸された。かつて最終の1便は竜源寺止まりだったが多磨駅まで延伸され、2021年現在は夜間のみ多磨駅止まりの便が運行されている。

一部は味の素スタジアムや東京都立府中けやきの森学園に近い朝日町三丁目、京王線武蔵野台駅付近に広がる車返団地まで足を伸ばす（朝日町三丁目行きや車返団地行きは榊原記念病院に乗り入れない）。車返団地行きのバスは終点に到着後、京王バスの車返団地折返場バス停に併設されている折返所まで行って折り返す。
府中市内の朝日町 - 榊原記念病院・朝日町三丁目間・車返団地間は、「武相運賃区域」に入り対キロ制運賃体系となる。この区間のみ乗車する場合の運賃は180円で（2020年10月現在、大人現金運賃）、この区間から三鷹駅方面の便に乗車する際は降車停留所を申告の上で運賃を支払うことになる。
2017年6月から、同一系統で複数の行き先が存在する便は、系統番号末尾にアルファベットを付与する対応が試験的に導入されている。夜間に設定されている区間便は従来通りアルファベットの付与はない。（鷹54を除く）
- 鷹65：三鷹駅 - 八幡前 - 大成高校 - 上連雀八丁目 - 西原 -（→神代植物公園）- 深大寺

鷹65系統は、三鷹駅を出ると三鷹通りを西原まで南下し、調布市内の深大寺を結ぶ。深大寺周辺の折返し経路は吉祥寺営業所の野ヶ谷線と同じである。深大寺 → 青渭神社前間にある深大寺小学校には、吉祥寺営業所の野ヶ谷線と同じで停車しない。

### 調布・新小金井線
- 鷹53：三鷹駅 - 八幡前 - 塚 - 武蔵境営業所 - 井口新田 - 新小金井駅
- 番号なし：武蔵境駅南口 - 武蔵境営業所 - 井口新田 - 新小金井駅
- 番号なし：新小金井駅 → 武蔵境営業所

鷹53は、西武多摩川線の新小金井駅近くまで運行する系統である。新小金井駅では多摩川線と連雀通りの踏切脇にある当営業所の第二車庫（新小金井車庫）で折り返す。折返しの際は西武多摩川線の踏切を往復して渡る為、道路や鉄道の状況次第では遅延の可能性がある。
- 鷹56：三鷹駅 - 八幡前 - 塚 - 野崎 - 神代植物公園前 - 御塔坂 - 調布駅北口
- 鷹56：三鷹駅 - 八幡前 - 塚 - 神代植物公園前
- 鷹56：調布駅北口 - 御塔坂 - 神代植物公園前 - 野崎 - 塚

鷹56は、鷹51と同様に三鷹駅 - 調布駅を結ぶ路線だが、こちらは八幡前から連雀通りに入り、塚から武蔵境通りへ入ってそのまま調布消防署前まで直進する。八幡前は調布駅行きのみ三鷹通りにあるバス停を通るが、交差点を右折する関係で停車せず、連雀通りにあるバス停にのみ停車する。鷹51に比べるとこちらの方が距離が短く、1時間あたりの本数が多い。調布駅 → 塚は夜間に1・2本が運転される入庫便である。
2017年6月1日の改正では、三鷹駅 → 神代植物公園前が新設された。平日の三鷹発最終バス1本のみの運行で、こちらも入庫便である。共に終点から営業所までは回送である。
- 鷹57：三鷹駅 - 新道北 - 上五郵便局 - 武蔵境駅南口
- 鷹57：三鷹駅 - 新道北 - 上五郵便局 - 武蔵境駅南口 - 武蔵境営業所

鷹57は三鷹駅と武蔵境駅を新道北経由で運行される。三鷹駅との出入庫の役割も持つ。
- 調31：調布駅北口 → 神代植物公園前 → 天文台前 → 御塔坂下 → 調布駅北口

調31は、調布駅から神代植物公園・大沢コミュニティセンターを経由して調布駅へ戻る循環路線。夜間のみの運行で、平日･土曜に深夜バスが3便ある。利用者が多い植物公園付近・天文台付近のバス停利用者に対する、境91・鷹56・吉06終了後の終バスの役割を果たす。狛江営業所と共管。
- 調32：調布駅北口 → 神代植物公園前 → 吉野南 → 日本製鋼住宅前 → 武蔵境営業所

調32は、調布駅北口を発着する小田急の深夜バスとしては最後に運転される。2024年12月16日改正からは、天文台通りを通らず、武蔵境営業所へと入庫する。調31を運行した車両の入庫便となる。
- 境91：武蔵境駅南口 - 武蔵境営業所 - 井口新田 - 大沢 - 天文台前 - 上石原 - 調布駅北口（朝・夜のみ）

境91は、武蔵境駅出発後、武蔵境営業所・天文台・大沢・調布駅北口・国領駅を経由し、小田急線の狛江駅まで至る長距離路線である。ほぼ全てが狛江営業所の車両による運行であるが、朝の武蔵境駅・井口新田→調布駅北口止まり、夜の調布駅北口→武蔵境営業所止まりのみ、武蔵境営業所の車両で運行される。これらの便は、朝の境91の始発（鷹56調布発への出庫）、夜の境91の終バス（鷹56調布着からの入庫）としての役割を持つ。
- 出入庫：武蔵境営業所 - 塚 - 八幡前 - 三鷹駅
- 出入庫：武蔵境営業所 - 武蔵境駅南口

### 西野線
- 鷹51A：三鷹駅 - 八幡前 - 大成高校 - 西野 - 国際基督教大学（ICU）
- 鷹51B：三鷹駅 - 八幡前 - 大成高校 - 西野 - 天文台前 - 御塔坂下 - 調布駅北口
- 鷹51D：三鷹駅 -八幡前 - 大成高校 -  西野 - 天文台前 - 調布飛行場
- 鷹51：三鷹駅→八幡前→大成高校→西野
- 鷹51：井口八幡入口→大成高校→八幡前→三鷹駅

鷹51は主に国際基督教大学行き、調布駅北口を中心とし、その間に2021年9月までは武蔵小金井駅行きが入っており、同一系統番号ながら行先が多岐にわたるため、2017年6月から主要便の系統末尾にアルファベットを付与して区別する対応を試験的に導入している。A系統は境93とともにICU・東京神学大学など、B系統は明大明治・国立天文台・東大天文学教育研究センターへの通学輸送を担っている。D系統は調布飛行場を発着する新中央航空の伊豆諸島向け定期便に搭乗する乗客にも利用される。
大沢止まりの一部は深夜バスも運行される。
2021年（令和3年）9月27日付で武蔵小金井駅発着の鷹51C系統が廃止となり、大沢十字路から北上して武蔵境駅南口へ向かう境96系統に代替された。またB系統も同日の改正で減便され、日中はA系統とD系統のみが運転される。

### 三鷹・仙川線
- 鷹54：三鷹駅 - 八幡前 - 大成高校 - 三鷹市役所 - 新川通り - 杏林大学病院前 - 新川団地中央 - 仙川
- 鷹54：(三鷹駅) -三鷹第三小学校入口- 八幡前 - 大成高校 - 三鷹市役所 - 新川通り - 杏林大学病院前 - 中原三丁目 - 仙川
- 鷹54：三鷹駅 - 南浦 - 新川通り - 杏林大学病院前 - 新川団地中央 - 仙川
- 出入庫：南浦 → 三鷹駅

鷹54は三鷹駅と小田急バスの本社ビルに併設されている仙川バスターミナル を三鷹通り・人見街道・吉祥寺通り経由で結ぶ。沿線に多くの学校があり、三鷹市役所や杏林大学病院が所在する。中原三丁目経由は平日朝1往復(下り仙川方面は三鷹第三小学校入口始発、上りは三鷹駅行き)、南浦経由は夜間のみの運行で、平日･土曜ダイヤは深夜バスを運行している。一部便は新川団地中央発着。

### 牟礼・北浦線
- 鷹55：三鷹駅 - 南浦 - 新川通り - 南新川 - 中原三丁目 - 野ヶ谷

三鷹駅と野ヶ谷の間を結ぶ鷹55は、沿線に篠原病院・杏林大学病院がある。
- 鷹58：三鷹駅 - 南浦 - 海上技研前 - 野崎八幡 - 天文台前 - 調布飛行場

鷹58系統は、三鷹駅と調布飛行場を結ぶが、土休日2往復と本数が少ない。調布飛行場を発着する新中央航空のフライトを利用するのであれば、鷹51D系統の方が本数が多いが、それでも日中1時間に1本程度である。東八道路を通るのが特徴である。
- 鷹59：三鷹駅 - 南浦 - 三鷹市役所 - 八幡前 - 三鷹駅
- 鷹59：下連雀七丁目 - 三鷹市役所 - 八幡前 - 三鷹駅

鷹59系統は、平日朝夕ラッシュ時のみ運転される循環路線。5:53下連雀七丁目発の便のみ下連雀七丁目始発となる。
- 鷹60：三鷹駅 → 八幡前 → 三鷹市役所 → 南浦 → 三鷹駅
- 鷹60：変電所前→ 大成高校前 → 三鷹市役所 → 南浦 → 三鷹駅(平日6:12発のみ運行。土休日は運休。)

鷹60系統は、16時台1本・17時台1本（16時台の車両の連続運用）、22時台に2本のみ運転される循環路線。2017年6月1日の改正で新設された。16時台の車両は、鷹63系統の折り返しとして運用される。
2024年12月16日のダイヤ改正で平日,土曜日は朝7時と8時台に運行が開始され、変電所前始発の運行が開始された。
また、平日では17時台も1本から4本に増発されたが休日ダイヤは22時台1本に減便された。
- 鷹63：三鷹駅 - 南浦 - 下連雀 - 牟礼団地・三鷹イースト前 - 杏林大学井の頭キャンパス
- 鷹63：三鷹駅 - 南浦 - 下連雀 - 牟礼団地・三鷹イースト前

鷹63系統は、南浦から連雀通りに入り、牟礼団地・杏林大学井の頭キャンパスを結ぶ。三鷹駅とプラウドシティ吉祥寺（旧・日本無線前）は京王バスの鷹64系統と重複する。2016年3月28日の杏林大学井の頭キャンパス開設により、吉13系統と共に牟礼団地から延伸した。土曜･休日の夕方以降は牟礼団地・三鷹イースト前止まりとなる。

### 調布・杏林線
- 鷹61：三鷹駅 - 八幡前 - 三鷹市役所 - 杏林大学病院前 - 晃華学園東 - 西原 - 調布駅北口
- 鷹61：三鷹市役所→杏林大学病院前→晃華学園東→西原→調布駅北口（毎日朝1本）
- 鷹61：三鷹駅→八幡前→三鷹市役所→杏林大学病院前→晃華学園東→西原→調布駅北口（土休日のみ・国道20号経由）

鷹61系統は、2024年12月16日に吉祥寺営業所と京王バスが共同運行していた調35（調布駅北口 - 杏林大学病院前）の系統再編および小田急バス単独運行化によってできた路線。一日1本のみ三鷹市役所始発がある。
- 鷹62：三鷹駅 - 八幡前 - 三鷹市役所 - 新川通り - 杏林大学病院 - 中原三丁目 - 晃華学園東meedo

鷹62系統は、2024年12月16日に鷹54（三鷹・仙川線）から系統番号を変更して出来た。それに伴い鷹61系統の区間便的な扱いとなっている。また2025年5月16日の始発から終点の晃華学園東停留所の名称を「晃華学園東meedo」に変更した。このmeedo（みいど）というのは、終点の晃華学園東折り返し場に完成した「賃貸集合住宅施設meedo（みいど）の名称である。また、この施設完成に伴い、晃華学園東停留所は100mほど移動している。

### 桜堤団地線
- 境21：武蔵境駅北口 - 武蔵高校前 - 団地中央 - 桜二の橋 - 団地上水端 （← 桜堤上水端「hocco」）
- 境21：武蔵境駅北口 - 亜細亜大学 - 団地中央 - 桜二の橋 - 団地上水端 （← 桜堤上水端「hocco」）
- 境21：武蔵境駅北口 → 武蔵高校 → くぬぎ橋 → 団地中央 → 武蔵高校 → 武蔵境駅北口（循環、平日朝3回のみ）

小田急バスの路線では唯一、武蔵境駅北口から発着する路線で、武蔵野市と小金井市の境に近い桜堤団地へと向かう路線である。武蔵野市桜堤、小金井市梶野町の地域輸送の他、亜細亜大学本部・武蔵野キャンパス、日本獣医生命科学大学への通学輸送、また関東バス武蔵野営業所の花小金井線と共に都立武蔵高校・同附属中学校への通学輸送も担う。
武蔵高校経由がメインで、後から新設された亜細亜大学経由はムーバス5号線（当営業所が担当）と重複するため、現在では1往復のみの運行となっている。また、関東バスのエリアに入るくぬぎ橋循環が僅かに設定されている。過去には土休日の昼間に1本のみであったが2020年11月16日改正時点では平日朝3本となっている。
なお、桜堤上水端「hocco」については、降車専用のバス停である。

## コミュニティバス受託系統

### みたかシティバス
三鷹市のコミュニティバス「みたかシティバス」を運行受託する。新川・中原ルートのみ、ルートの一部が調布市内を通りつつじヶ丘駅北口を発着することから、三鷹市・調布市の共同運営で、小田急バスと京王バスの共同運行となっていたが2024年12月16日のダイヤ改正で小田急バスの運行を終了して全便が京王バス調布営業所運行となった。
- 北野ルート：三鷹駅 → 八幡前 → 塚 → 野崎 → 三鷹市役所前 → 三鷹中央防災公園 → 新川通り → 新川宿 → 北野 → 南牟礼 → 新川通り → 三鷹中央防災公園 → 三鷹市役所前 → 野崎 → 塚 → 八幡前 → 三鷹駅
- 明星学園ルート：三鷹駅 - 万助橋 - 三鷹の森ジブリ美術館 - 明星学園
- ジブリ美術館ルート(休館日の運行は無し)：三鷹駅 → 万助橋 → 三鷹の森ジブリ美術館 → 下連雀 → 南浦 → 三鷹駅
- 三鷹台ルート：三鷹台駅 - 三鷹台団地 - 杏林大学病院 - （三鷹中央防災公園※日中時間のみ）

### ムーバス
武蔵野市のコミュニティバス「ムーバス」のうち、武蔵境駅発着の路線を受託し、小田急バス受託路線の全線を武蔵境営業所が担当する。
- ムーバス3号線 境南 西循環・東循環
  - 境南 西循環：武蔵境駅南口 → 境南ちびっこ農園 → 武蔵境営業所 → 武蔵野赤十字病院 → 武蔵境駅南口
  - 境南 東循環：武蔵境駅南口 → 武蔵野赤十字病院 → 塚 → 井口日赤入口 → 武蔵境駅南口
- ムーバス5号線 境・東小金井線
  - 境西循環：武蔵境駅北口 → 西部図書館 → 亜細亜大学南門 → 武蔵境駅北口
  - 境・東小金井線：武蔵境駅北口 - 亜細亜大学南門 - まつのき広場入口 - 東小金井駅
- ムーバス7号線 境・三鷹循環
  - 境・三鷹循環：武蔵境駅北口 → 上連雀一丁目アパート → 三鷹駅北口 → 境三丁目 → 武蔵境駅北口

## 廃止・移管路線

### 廃止路線

#### 境94系統
- 武蔵境駅南口 - 野崎 - 三鷹市役所 - 北野公園 - 北野

武蔵境駅から三鷹市役所を経由して北野へ向かう路線だったが、末期は平日のみ・1日4本だった。この状況を踏まえ、みたかシティバスに代替して北野地区へのアクセスの改善を図った。

#### 境・境南線（境92系統）
- 境92：武蔵境駅南口 - 井口日赤入口 - 野崎八幡 - 三鷹市役所 - 下連雀 - 吉祥寺駅中央口

2020年（令和2年）11月15日限りで吉祥寺駅への乗り入れを廃止。代わって、朝・夕に運行されていた境南循環が1日を通して運行され、朝方には吉野南 → 武蔵境駅南口も同じ境92系統として新設された。

#### 桜堤団地線（境21系統）
- 武蔵境駅北口 → 武蔵高校 → くぬぎ橋 → 団地中央 → 武蔵高校 → 武蔵境駅入口

終点の「武蔵境駅入口」は地上駅時代、武蔵境駅北口バスロータリーの入口（現在の「nonowa口」付近）にあった停留所で、到着したバスは中央線・西武多摩川線の線路を渡り車庫へと回送していた。（当時は高架化されておらず、踏切があった）

#### 西野線（鷹51C系統）
- 鷹51C：三鷹駅 - 八幡前 - 大成高校 - 西野 - 大沢 - 試験場正門 - 前原町 - 武蔵小金井駅南口

2021年9月27日廃止。武蔵境駅南口 - 武蔵小金井駅南口を結ぶ境96系統に代替された。かつては、武蔵小金井駅南側の連雀通りから西側の新小金井街道を大回りして武蔵小金井駅北口を発着していたが、駅前再開発による南口ロータリー整備により南口発着に短縮された。

### 移管路線

#### 調布飛行場線（調40系統）
2014年7月1日、狛江営業所へ移管。

### みたかシティバス
- 新川・中原ルート：三鷹中央防災公園 - 杏林大学病院 - 新川交番東 - 新川団地中央 - 中原四丁目 - つつじヶ丘駅北口（京王バス東・調布営業所と共同運行）

2024年12月16日のダイヤ改正で小田急バスの運行を終了し京王バス調布営業所の単独運行になった。これにより車両も京王バス調布営業所に移籍している。

#### 新宿線
- 宿44：新宿駅西口 - 幡ヶ谷駅 - 永福町 - 上高井戸 - 松庵町 - 吉祥寺営業所 - 吉祥寺駅 - 連雀通商店街 - 武蔵野赤十字病院 - 武蔵境駅南口
- 宿44：武蔵境駅南口 - 武蔵野赤十字病院 - 連雀通商店街 - 吉祥寺駅（到着は中央口、発車は南口）

2015年9月16日より吉祥寺営業所から移管され、この際に吉祥寺営業所発着の2往復は吉祥寺駅発着に短縮された。2021年5月17日改正をもって吉祥寺営業所担当に戻った。

#### 明星線
- 吉11：吉祥寺駅 - 明星学園

2015年9月16日より吉祥寺営業所から移管されたが、2021年5月17日改正で吉祥寺営業所担当に戻された。

#### 調布・杏林線
- 調35：調布駅北口 - 布田 - 西原 - 晃華学園 - 杏林大学病院前（京王バス調布営業所と共同運行）

2015年8月16日より吉祥寺営業所から移管されたが、2021年5月17日改正で吉祥寺営業所担当に戻された。

#### 境・境南線（境96系統）
- 境96：武蔵境駅南口 - 吉野南 - 大沢十字路 - 多磨町二丁目 - 試験場正門 - 前原町 - 武蔵小金井駅南口

西野線鷹51C系統の運行経路見直しに伴い、2021年（令和3年）9月27日付で新設された。境92系統と同じくかえで通り・吉野南経由で運行している。
小金井市・府中市に乗り入れるため武蔵野・三鷹地区の小田急バスの路線では数少ない「武相運賃区域」へ入る路線で（前乗り・先払い申告制）、多磨町二丁目 - 武蔵小金井駅前間の運賃体系は、対キロ制・初乗り180円となっている（運賃は2017年8月現在、大人現金運賃）。途中に府中運転免許試験場があり、京王バスおよび京王バス小金井とともに新規運転免許試験や更新で訪れる都民に利用される。この他にアメリカンスクール・イン・ジャパンへの通学輸送、多磨霊園の墓参客や多磨葬祭場の火葬参列者などの輸送、都立武蔵野公園・野川公園への観光客輸送も重要な役割であったが末期は1日2往復のみの運行となっていた。

2024年12月15日をもって小田急バスとしての運行を終了し、翌16日からは全便が京王バスへ移管された（運行回数は1日2往復のまま）。これにより、小田急バスにおける武蔵小金井駅への乗り入れ路線が消滅した。

### 三鷹・布田線
- 鷹66：三鷹駅 - 三鷹市役所 - 航研前 - 布田（旧甲州街道） - 調布駅北口（京王バス調布営業所と共同運行）
- 鷹66：三鷹駅 → 三鷹市役所 → 航研前 → 布田（甲州街道） → 調布駅北口（2022年6月4日より土休日の小田急便のみ）

2016年10月17日のダイヤ改正で新設された路線。調布駅から下連雀七丁目まで吉祥寺営業所の吉14系統と同じルートで、下連雀七丁目を通過後直進して三鷹駅を目指す。三鷹駅から調布航空宇宙センター、JCBカードセンターへ向かう通勤客の輸送を担う。
2022年6月4日より、土休日の調布駅方向の小田急便のみ、甲州街道（国道20号）上の「布田」停留所および「布田一丁目」停留所を経由するルートに変更された。なお、平日の全ての便と土休日の三鷹駅方向の便、全ての京王便については、引き続き旧甲州街道上の「布田」停留所および「布田一丁目」停留所を経由する。
2024年12月15日をもって鷹66系統は小田急バスとしての運行を終了し、翌16日からは全便が京王バスでの運行となった。一方、吉14系統は逆に京王バスが撤退し全便が小田急バス（引き続き吉祥寺営業所担当）での運行となる。

### 経路変更した路線

#### 調布・新小金井線（調32）
- 調32：調布駅北口 → 神代植物公園前 → 天文台前 → 大沢コミュニティセンター → 調布飛行場前 → 大沢コミュニティセンター → 天文台前 → 武蔵境営業所

調32は、調布駅北口を発着する小田急の深夜バスとしては最後に運転される。大沢コミュニティセンターまでは調31と同経路で走り、調布飛行場に立ち寄ってから再び天文台通りに戻ってそのまま武蔵境営業所へと入庫する。調31を運行した車両の入庫便となる。2024年12月15日より、日本製鋼住宅前経由となったため天文台前・大沢コミュニティセンターを走る姿は見られなくなった。

## 車両

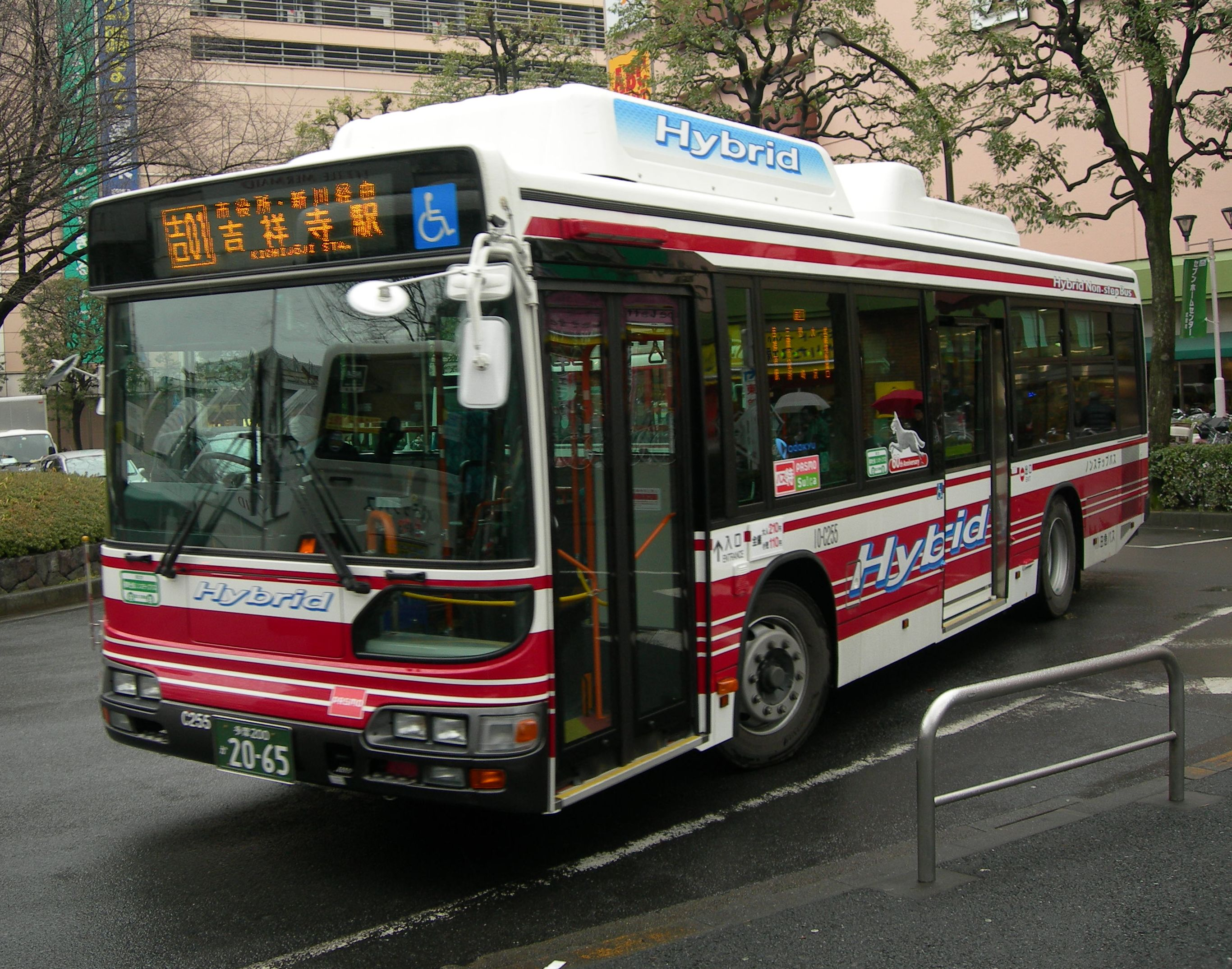
武蔵境営業所所属のハイブリッド車 (10-C255)
武蔵境駅南口にて

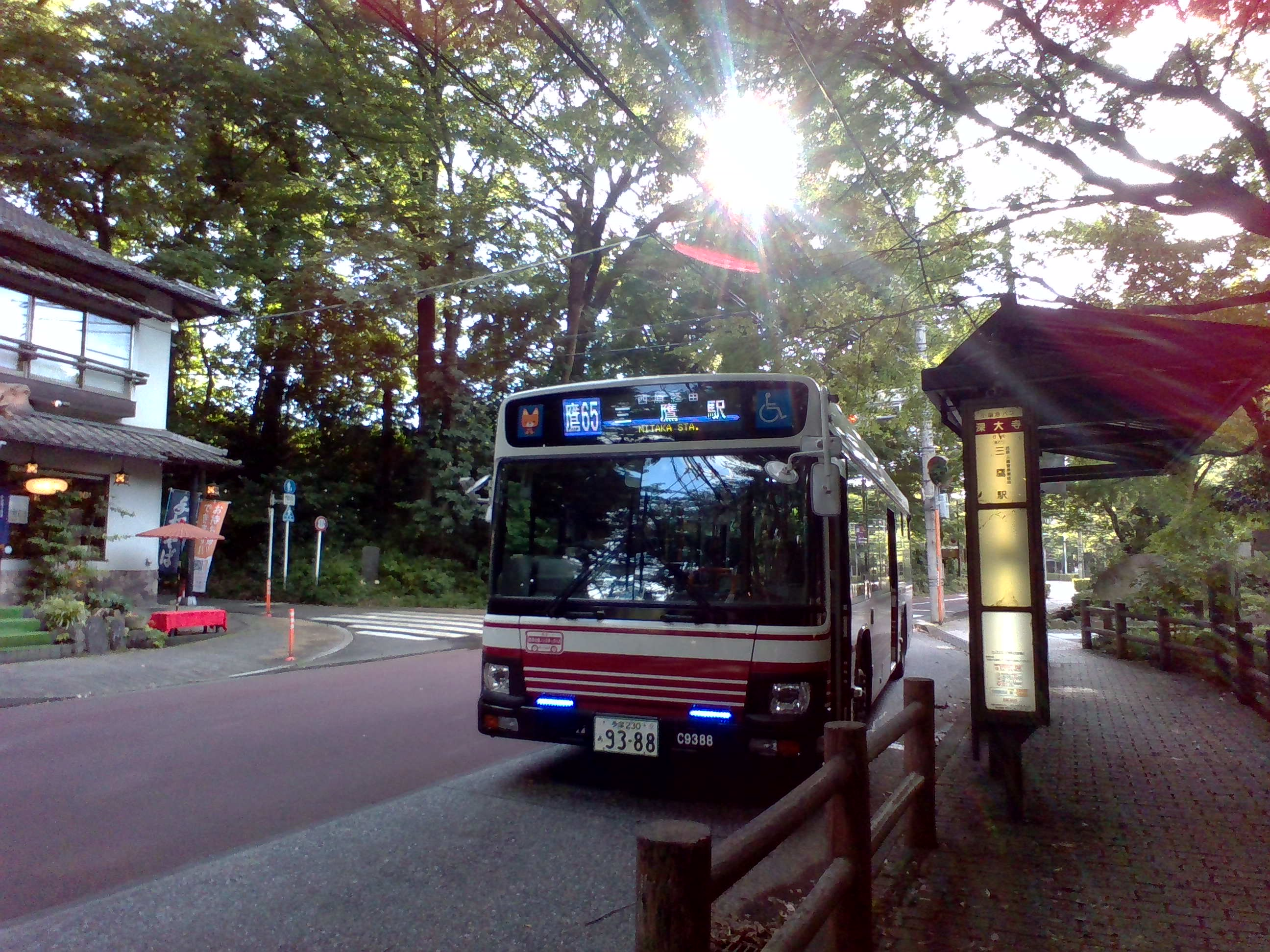
フルカラーLED式行先表示器を装備した車両
鷹65系統、深大寺バス停にて

一般路線バスの車両はいすゞ自動車製が大半を占め、大型車のエルガと中型車のエルガミオが導入されている。またハイブリッドバスのみ日野自動車製が採用され、ブルーリボンシティハイブリッドが導入されている。2023年度よりはBYD製のBYD K8（従来型）が2両投入された。
コミュニティバス用の小型車は日野自動車製で、過去にはリエッセが導入されていたが経年により全車除籍され、ポンチョに代替されている。コミュニティバスの車両については、みたかシティバス#車両、ムーバス#車両を参照のこと。
特筆すべき車両として、みたかシティバス「三鷹の森ジブリ美術館ルート」専用車のいすゞ・エルガミオがある。これは特注で日野・レインボーIIと同様の2灯ヘッドライト仕様とされており、小田急バスにしか在籍しない特別仕様となっている。詳細はみたかシティバス#車両を参照。
スクールバスは国際基督教大学高等学校の便が設定されており、いすゞの中型車1台と大型車2台で運用されている（大型車については一般路線と兼用）。